# Sergei Alexandrowitsch Jessenin

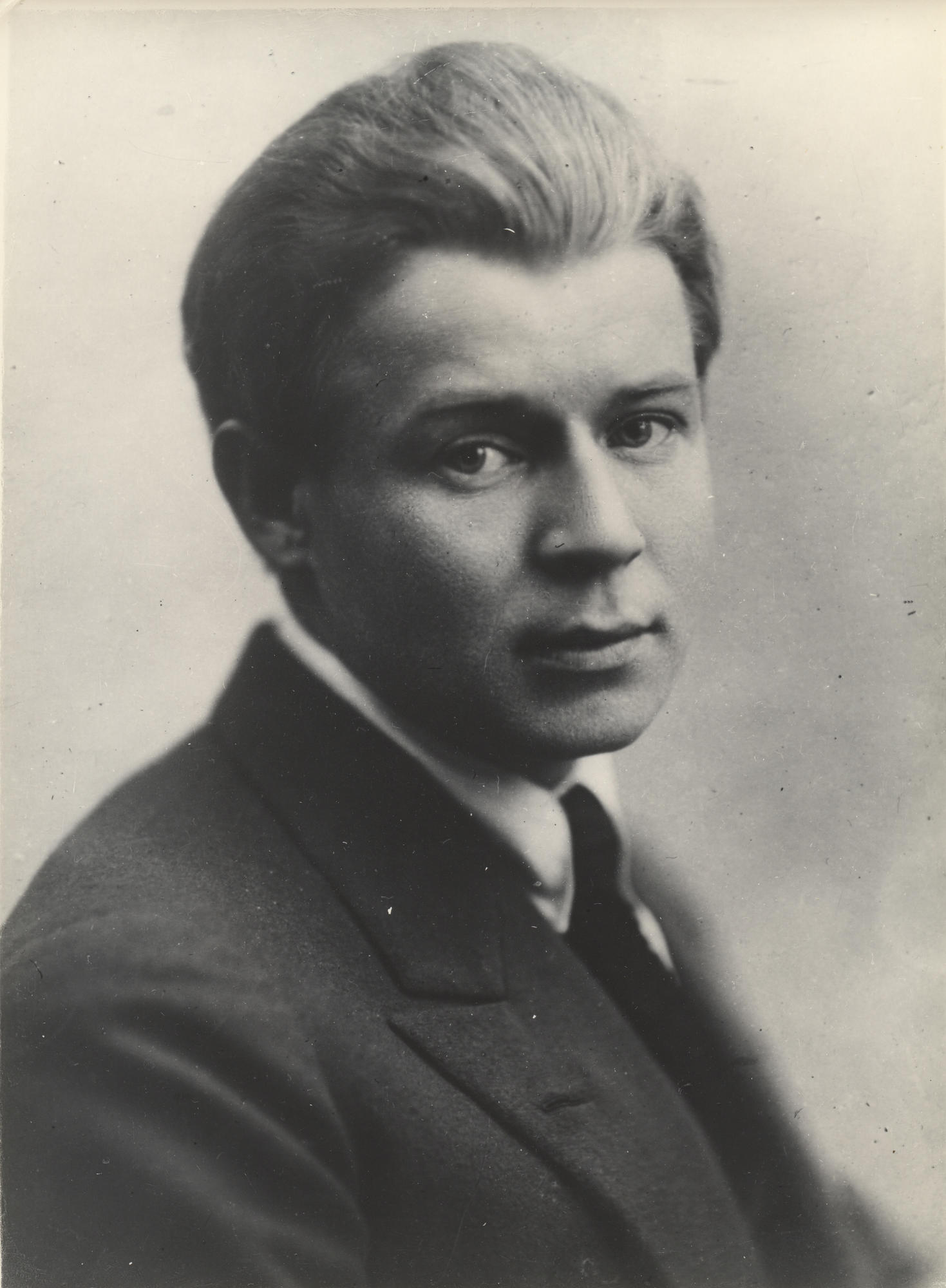
Jessenin 1925, kurz vor seinem Tod

Sergei Alexandrowitsch Jessenin (russisch Сергей Александрович Есенин, wiss. Transliteration Sergej Aleksandrovič Esenin; * 21. Septemberjul. / 3. Oktober 1895greg. in Konstantinowo, Gouvernement Rjasan, Russisches Kaiserreich; † 28. Dezember 1925 in Leningrad) war ein russischer Lyriker, der zu den besten und zugleich volkstümlichsten Dichtern Russlands gezählt wird. Er starb durch Suizid im Alter von 30 Jahren.

## Leben und Werk
Sergei Jessenin wurde in eine Landarbeiterfamilie geboren, verbrachte seine Kindheit überwiegend bei seinen Großeltern und begann bereits mit neun Jahren zu dichten. Wegen seiner bäuerlichen Herkunft sah sich Jessenin als „Dorfpoet“ und beschäftigte sich in vielen Werken mit dem Leben auf dem Land und in den Dörfern.
Nach einer abgebrochenen Ausbildung im Internat einer kirchlichen Schule ging er 1912 nach Moskau, wo er zunächst in einer Buchhandlung arbeitete und 1913 ein geisteswissenschaftliches Studium aufnahm. 1915 zog er nach Sankt Petersburg um. 1916 veröffentlichte er seinen ersten Gedichtband (mit Widmung an Soja Bucharowa). Im selben Jahr wurde er zum Militär einberufen. Jessenin unterstützte zunächst die Oktoberrevolution, wurde aber von den Ergebnissen der Russischen Revolution enttäuscht und wandte sich später von ihr ab. Große Teile seines Werkes waren in der Sowjetunion, insbesondere zur Zeit Stalins, verboten.

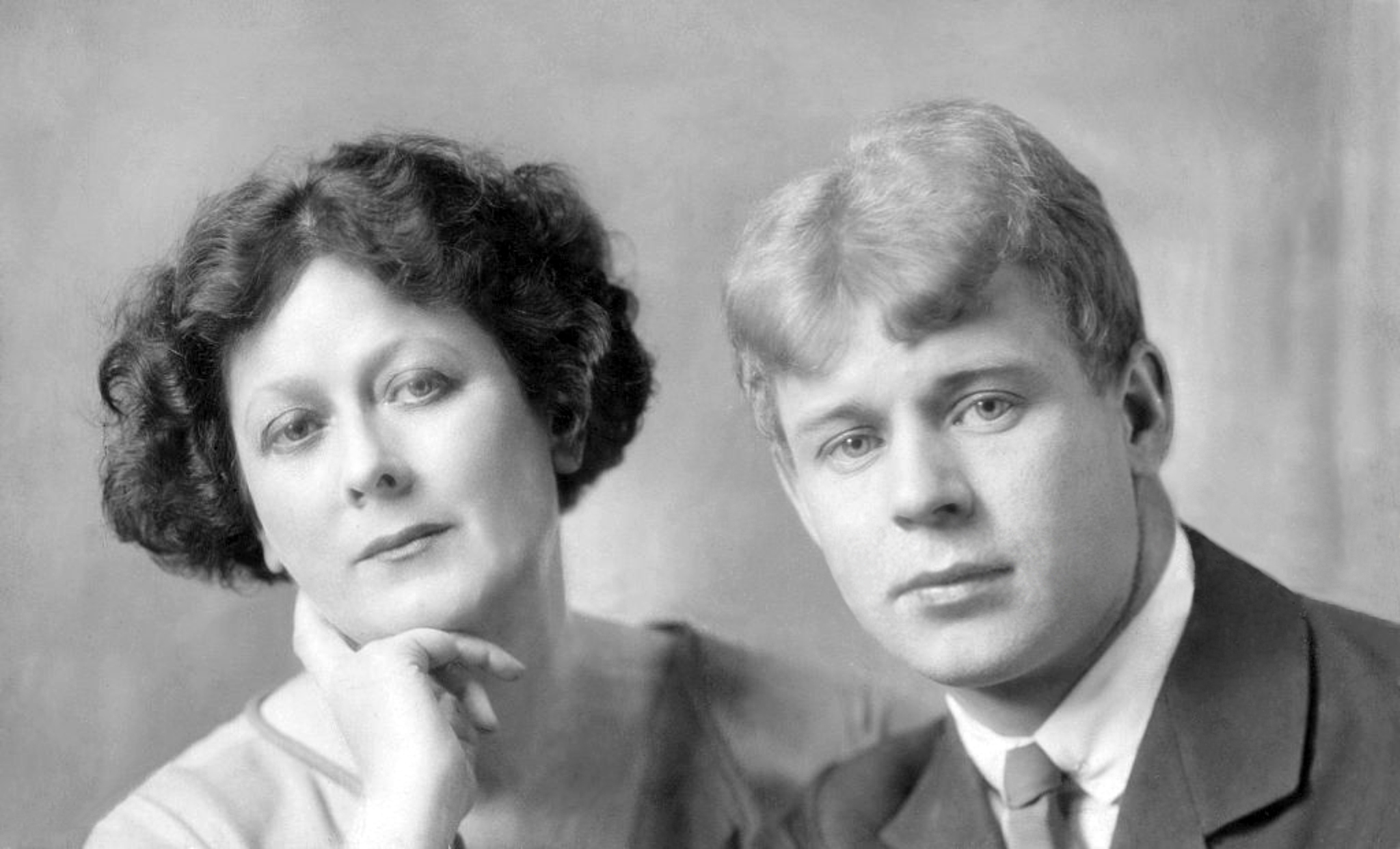
Jessenin 1923 zusammen mit Isadora Duncan

1921 bereiste er den asiatischen Teil der Sowjetunion, besuchte den Ural und Orenburg, hielt sich im Mai in Taschkent auf und verbrachte kurze Zeit in Samarkand. Im Oktober desselben Jahres lernte er Isadora Duncan kennen. Vom Mai 1922 bis August 1923 war er mit der deutlich älteren Tänzerin verheiratet. In dieser Zeit begleitete er sie auf ihren Tourneen. Er machte dabei mit seinem Vandalismus in Hotelzimmern international auf sich aufmerksam. Seinen Alkoholismus reflektierte er auch in seinen Gedichten, in denen er sich keinen Illusionen über sich selbst hingab. Dem Schriftsteller Ilja Ehrenburg zufolge war er zudem ruhmessüchtig und öfter dem Wahnsinn nahe. Auf den bekannten und provokanten Poeten Wladimir Majakowski war er schlecht zu sprechen. 1924–1925 besuchte Jessenin Aserbaidschan und wohnte in Mardakjan, einer Vorstadt von Baku. Nachdem er zu Beginn der 1920er Jahre in Moskau in einem legendären Freundeskreis von Künstlern verkehrt hatte, brach er 1924 die Beziehung zu Anatoli Marienhof, einem führenden Vertreter des Imaginismus, ab.
Jessenin war viermal verheiratet. Sein Sohn Juri, aus der ersten Ehe mit Anna Isrjadnowa, wurde 1937 während der Stalinschen Säuberungen erschossen. Mit Sinaida Reich, mit der er von 1917 bis 1921 verheiratet war, hatte er die Tochter Tatjana und den Sohn Konstantin. Außerdem zeugte er außerehelich mit der Dichterin Nadeschda Wolpin den bedeutenden Mathematiker und Dissidenten Alexander Jessenin-Wolpin. Nach Isadora Duncan heiratete Jessenin im Oktober 1925 Sofia Tolstaja, die Enkelin Leo Tolstois. Sie veranlasste einen Monat später seine Einweisung in eine psychiatrische Klinik in Moskau.

### Tod
Sergei Jessenin nahm sich am 28. Dezember 1925 in einem Zimmer des Hotels Angleterre in Leningrad das Leben. Laut seinen Biografen befand sich der Dichter in einem depressiven Zustand und beging Selbstmord durch Erhängen. Kurz vor seinem Tod hat er mit seinem eigenen Blut das folgende Abschiedsgedicht geschrieben:
Freund, leb wohl. Mein Freund, auf Wiedersehen.
Unverlorner, ich vergesse nichts.
Vorbestimmt, so wars, du weißt, dies Gehen.
Da’s so war: ein Wiedersehn versprichts.
Hand und Wort? Nein, laß – wozu noch reden?
Gräm dich nicht und werd mir nicht so fahl.
Sterben –, nun, ich weiß, das hat es schon gegeben;
doch: auch Leben gabs ja schon einmal.
Die mit Jessenin befreundete Journalistin Galina Benislawskaja, die er als seine literarische Sekretärin beschäftigte, tötete sich ein Jahr nach Jessenins Tod an dessen Grab.
Zum 100. Geburtstag Jessenins 1995 schuf Nikolai Seliwanow 4 Porträts Jessenins  und 18 Porträts der ihm nahestehenden Personen.
Auf der documenta 8 im Jahr 1987 in Kassel wurden Aufnahmen von ihm im Rahmen der „Archäologie der akustischen Kunst 1: Radiofonia Futurista“ als offizieller Ausstellungsbeitrag aufgeführt. Seit den 1960er Jahren trägt der Mount Yesenin in der Antarktis seinen Namen. Der Asteroid des äußeren Hauptgürtels (2576) Yesenin wurde nach ihm benannt.

## Hörbuch
- Paul Celan liest Gedichte von Sergej Jessenin und Ossip Mandelstam. Der Hörverlag 2002.